# Theuville-aux-Maillots
Theuville-aux-Maillots is een gemeente in het Franse departement Seine-Maritime (regio Normandië) en telt 421 inwoners (2005). De plaats maakt deel uit van het arrondissement Le Havre.

## Geografie
De oppervlakte van Theuville-aux-Maillots bedraagt 7,3 km², de bevolkingsdichtheid is 57,7 inwoners per km².
De onderstaande kaart toont de ligging van Theuville-aux-Maillots met de belangrijkste infrastructuur en aangrenzende gemeenten.

## Demografie
Onderstaande figuur toont het verloop van het inwonertal (bron: INSEE-tellingen).